# Nycterosea inocellata
Nycterosea inocellata är en fjärilsart som beskrevs av Barend J. Lempke 1950. Nycterosea inocellata ingår i släktet Nycterosea och familjen mätare. Inga underarter finns listade i Catalogue of Life.